# Castaka
Castaka – francuska miniseria komiksowa z gatunku science fiction, której autorami są Alejandro Jodorowsky (scenariusz) i Das Pastoras (rysunki), opublikowana w latach 2007–2013 przez wydawnictwo Les Humanoïdes Associés. Po polsku ukazała się w albumie zbiorczym nakładem wydawnictwa Scream Comics. Seria powiązana jest z innymi cyklami autorstwa Jodorowsky’ego: Incal, Megalex, Technokapłani, Kasta Metabaronów i Metabaron.

## Fabuła
Seria opisuje dramatyczne początki rodu Castaków, którzy są Metabaronami – niepokonanymi w całej galaktyce wojownikami. Ich życie wypełnia przemoc, zdrady i tajemnice, a żaden z nich nigdy nie zaznał spokoju i szczęścia.

## Tomy
| Tom | Tytuł i rok wydania polskiego | Tytuł i rok wydania oryginalnego |
| --- | ----------------------------- | -------------------------------- |
| 1   | Dayal, pierwszy z rodu (2017) | Dayal, le Premier Ancêtre (2007) |
| 2   | Bliźniacza rywalizacja (2017) | Les Jumelles Rivales (2013)      |